# Ernst Immanuel Bekker

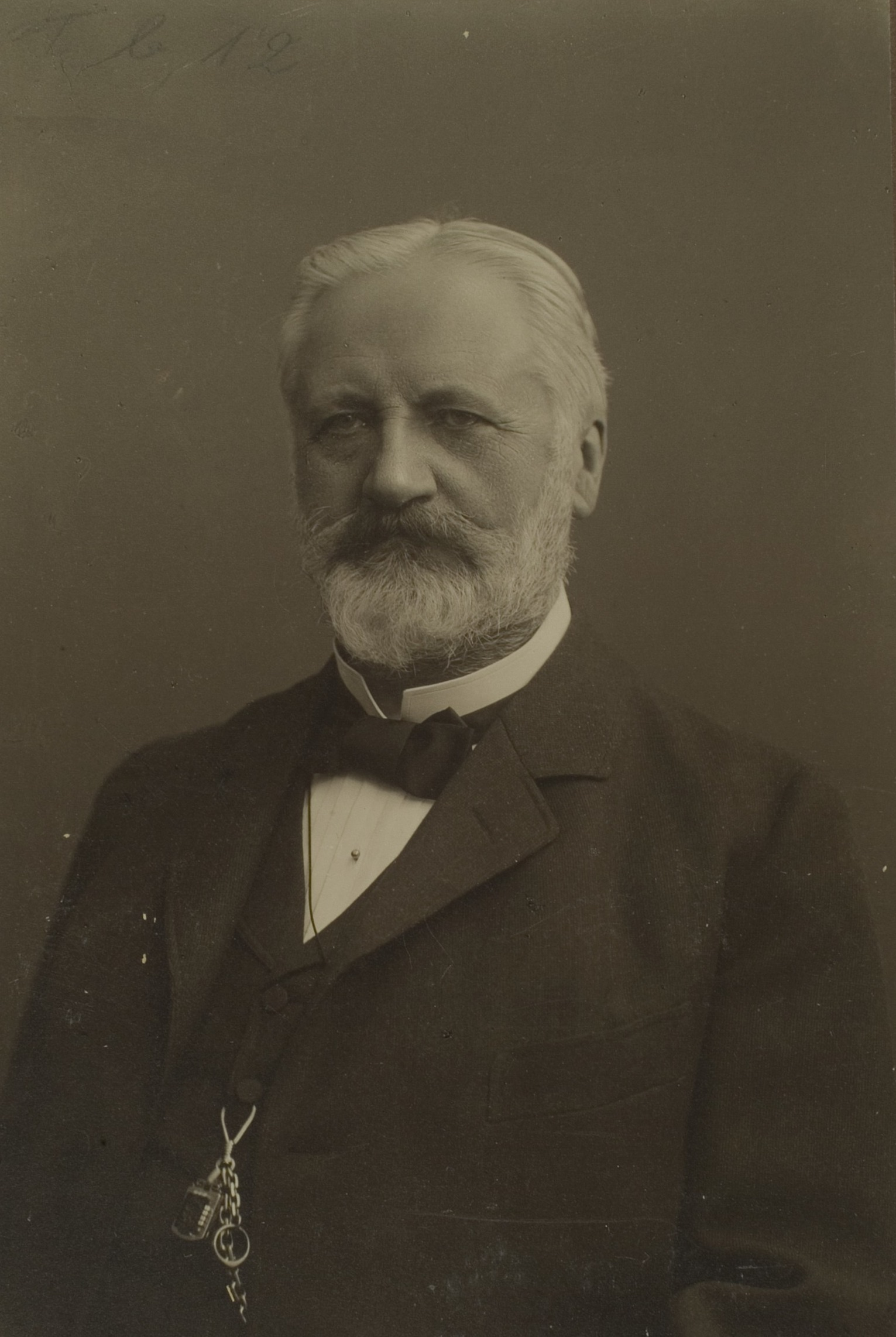
Ernst Immanuel Bekker.

Ernst Immanuel Bekker, född 16 augusti 1827 i Berlin, död 29 juni 1916 i Heidelberg, var en tysk rättslärd, son till August Immanuel Bekker.
Bekker blev 1874 professor i Heidelberg och var under åren 1857-63 en av redaktörerna för "Jahrbuch des gemeinen deutschen Rechts" och utgav tillsammans med Pözl "Kritische Vierteljahresschrift für Gesetzgebung und Rechtswissenschaft". Han lämnade professuren 1908. Bekker ägnade sig även åt hypoteksväsendet och utgav skrifter i detta ämne.